# Kocham kino (film 2007)
Kocham kino lub Każdy ma swoje kino (fr. Chacun son cinéma ou Ce petit coup au cœur quand la lumière s’éteint et que le film commence, ang. To Each His Own Cinema) – film według pomysłu Gilles’a Jacoba, szefa MFF w Cannes, zrealizowany z okazji 60. rocznicy Festiwalu. Obraz składa się z trzydziestu trzech etiud zrealizowanych przez światowej sławy reżyserów. Motywem łączącym całość jest temat kina.
Nie ulega wątpliwości, że każdy, kto szuka w kinie nie tylko rozrywki, ale również sztuki, znajdzie tutaj przynajmniej jednego ze swoich ulubieńców. W tej wielokulturowej mieszance cenieni autorzy składają hołd kinu, a każdy z nich robi to w swoisty dla siebie sposób. Skromny budżet miał zmusić reżyserów nie tylko do bycia szczególnie kreatywnymi, nieprzewidywalnymi, zabawnymi, czułymi, cynicznymi, kontemplacyjnymi, poruszającymi lub prowokującymi, ale również do bycia bardziej przystępnymi i śmiałymi – mówił o filmie Gilles Jacob.

## Twórcy i tytuły poszczególnych etiud
w porządku alfabetycznym
- Teo Angelopoulos – Trois minutes (Trzy minuty)
- Olivier Assayas – Recrudescence (Przypływ)
- Bille August – The Last Dating Show (Ostatnia szansa dla randkowiczów)
- Jane Campion – The Lady Bug (Biedronka)
- Jusuf Szahin – 47 ans après (47 lat później)
- Chen Kaige – Zhanxiou Village (Wieś Zhanxiou)
- Michael Cimino – No Translation Needed (Tłumaczenie niepotrzebne)
- Joel i Ethan Coenowie – World Cinema
- David Cronenberg – At the Suicide of the Last Jew in the World in the Last Cinema in the World (Samobójstwo ostatniego Żyda na świecie w ostatnim kinie na świecie)
- Jean-Pierre i Luc Dardenne – Dans l’obscurité (Ciemność)
- Manoel de Oliveira – Rencontre unique (Jedyne spotkanie)
- Raymond Depardon – Cinéma d’été (Kino letnie)
- Atom Egoyan – Artaud Double Bill
- Amos Gitaj – Le Dibbouk de Haifa (Dybuk z Hajfy)
- Alejandro González Iñárritu – Anna
- Hou Hsiao-hsien – The Electric Princess House (Dom elektrycznej księżniczki)
- Aki Kaurismäki – La Fonderie (Huta)
- Abbas Kiarostami – Where Is My Romeo? (Gdzie jest mój Romeo)
- Takeshi Kitano – One Fine Day (Piękny dzień)
- Andriej Konczałowski – Dans le noir (W ciemności)
- Claude Lelouch – Cinéma de boulevard (Kino przy bulwarze)
- Ken Loach – Happy Ending (Szczęśliwe zakończenie)
- Nanni Moretti – Diaro di uno spettatore (Dziennik widza)
- Roman Polański – Cinéma érotique (Kino erotyczne)
- Raúl Ruiz – Le Don (Podarunek)
- Walter Salles – À 8944 km de Cannes (8944 km od Cannes)
- Elia Suleiman – Irtebak (Niezręczność)
- Tsai Ming-liang – It’s a Dream (To sen)
- Gus Van Sant – First Kiss (Pierwszy pocałunek)
- Lars von Trier – Occupations (Zajęcia)
- Wim Wenders – War in Peace (Wojna w czasie pokoju)
- Wong Kar-Wai – I Travelled 9000 km To Give It To You (Przejechałem 9 tysięcy kilometrów, żeby ci to dać)
- Zhang Yimou – En regardant le film (Wieczór z filmem)

- David Lynch – Absurda

Absurda Davida Lyncha nie została ukończona na czas i wyświetlana była oddzielnie, później dołączono ją do całości.